# ペティス郡 (ミズーリ州)
ペティス郡（英: Pettis County）は、アメリカ合衆国ミズーリ州の西部に位置する郡である。2010年国勢調査での人口は42,201人であり、2000年の39,403人から7.1％増加した。郡庁所在地はセデイリア市（人口21,387人）であり、同郡で人口最大の都市でもある。ペティス郡は1833年1月24日に組織化され、郡名はミズーリ州選出アメリカ合衆国下院議員と州務長官を務めたスペンサー・ダーウィン・ペティスに因んで名付けられた。
ペティス郡のセデイリアはミズーリ州祭の会場になっている。

## 地理
アメリカ合衆国国勢調査局に拠れば、郡域全面積は686.34平方マイル (1,777.6 km2)であり、このうち陸地684.82平方マイル (1,773.7 km2)、水域は1.52平方マイル (3.9 km2)で水域率は0.22％である。

### 主要高規格道路
- アメリカ国道50号線
- アメリカ国道65号線
- ミズーリ州道52号線
- ミズーリ州道127号線
- ミズーリ州道135号線

### 隣接する郡
- セイリーン郡 - 北
- クーパー郡 - 東
- モーガン郡 - 南東
- ベントン郡 - 南
- ヘンリー郡 - 南西
- ジョンソン郡 - 西
- ラファイエット郡 - 北西

## 人口動態

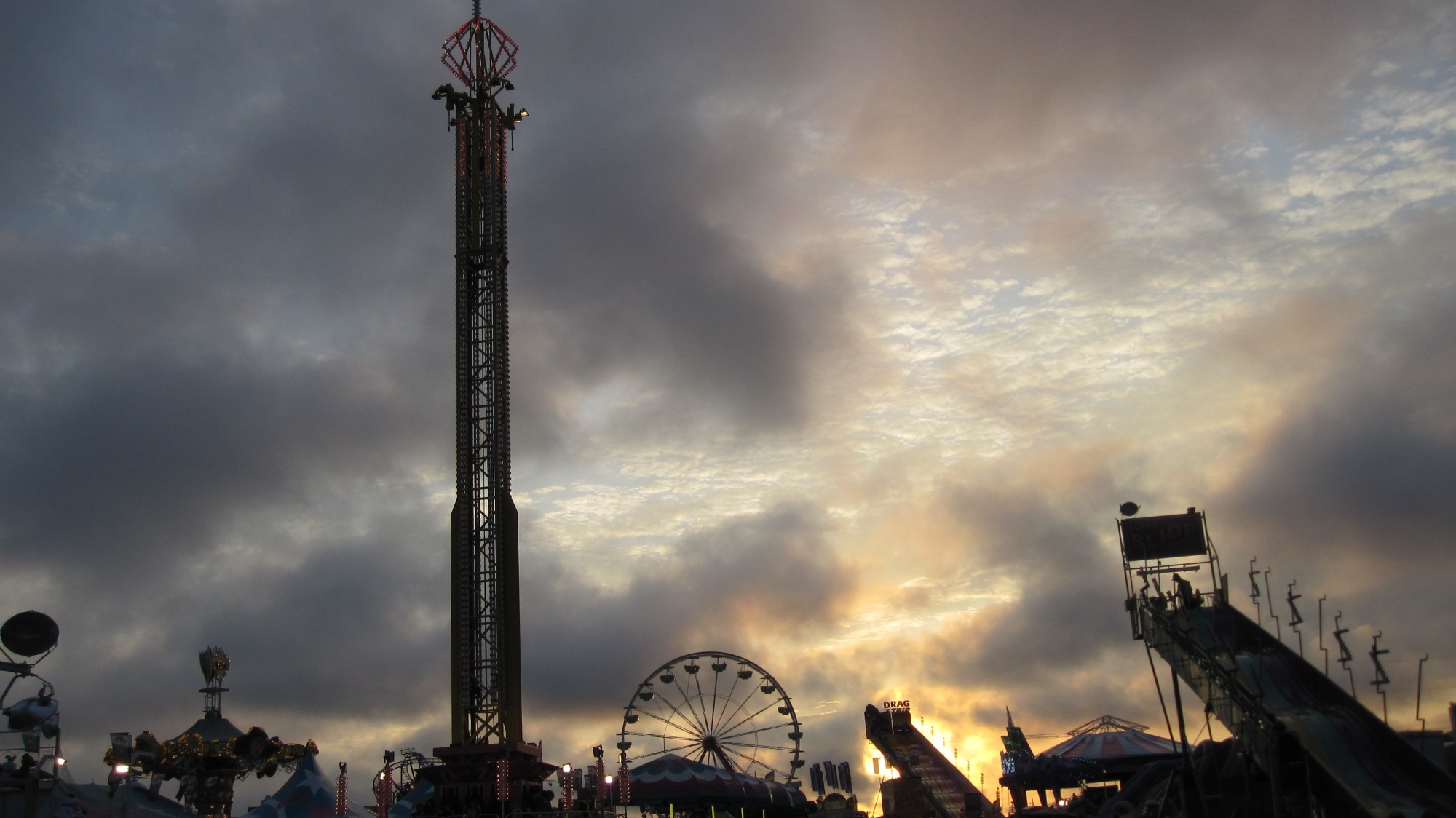
ミズーリ州祭

以下は2000年の国勢調査による人口統計データである。
| 基礎データ - 人口: 29,403人 - 世帯数: 15,568 世帯 - 家族数: 10,570 家族 - 人口密度: 22人/km2（58人/mi2） - 住居数: 16,963軒 - 住居密度: 10軒/km2（25軒/mi2） 人種別人口構成 - 白人: 92.06% - アフリカン・アメリカン: 3.04% - ネイティブ・アメリカン: 0.38% - アジア人: 0.39% - 太平洋諸島系: 0.05% - その他の人種: 2.46% - 混血: 1.62% - ヒスパニック・ラテン系: 3.88% 年齢別人口構成 - 18歳未満: 26.3% - 18-24歳: 9.3% - 25-44歳: 27.9% - 45-64歳: 21.1% - 65歳以上: 15.4% - 年齢の中央値: 36歳 - 性比（女性100人あたり男性の人口） - 総人口: 94.4 - 18歳以上: 91.7 | 世帯と家族（対世帯数） - 18歳未満の子供がいる: 32.5% - 結婚・同居している夫婦: 53.3% - 未婚・離婚・死別女性が世帯主: 10.5% - 非家族世帯: 32.1% - 単身世帯: 27.0% - 65歳以上の老人1人暮らし: 11.7% - 平均構成人数 - 世帯: 2.49人 - 家族: 3.01人 収入と家計 - 収入の中央値 - 世帯: 31,822米ドル - 家族: 38,073米ドル - 性別 - 男性: 29,221米ドル - 女性: 19,554米ドル - 人口1人あたり収入: 16,251米ドル - 貧困線以下 - 対人口: 12.8% - 対家族数: 10.2% - 18歳未満: 16.6% - 65歳以上: 10.5% |

## 都市と町
| - グリーンリッジ - ヒューストニア | - ヒューズビル - イオニア | - ラモンテ - セデイリア - 郡庁所在地 | - スミストン - ウィンザー |

## 教育
郡内の高等教育機関としては、セデイリア市に公立2年制コミュニティカレッジのステートフェア・コミュニティカレッジがある。

## 政治

### 地方
ペティス郡の地方レベルでは共和党が大半の政治を支配しており、郡の選挙で選ばれる役職は3人を除いて独占している。

#### 2008年大統領予備選挙
2008年の大統領予備選挙で、ペティス郡は共和党のジョン・マケインと民主党のヒラリー・クリントンを選んだ。民主党の予備選挙ではヒラリー・クリントンが1位となり、さらに2位になったバラク・オバマと共に共和党予備選挙で各候補に投じられた票数よりも多かった。